# Aziz Shavershian
Aziz Sergeyevich Shavershian (du russe: Азиз Серге́евич Шавершян) (de l'arménien : Ազիզ Շավերշյան), né le 24 mars 1989, décédé le 5 août 2011, plus connu sous le pseudonyme Zyzz, qu'il utilisait sur Internet, était un culturiste australien né à Moscou, et une célébrité Internet, qui exerçait en tant qu'entraîneur personnel, mannequin et qui a suscité un intérêt de la part de fans, qualifié par certains de culte,,, après avoir posté de nombreuses vidéos de lui-même sur YouTube à partir de 2007. Il est largement considéré comme le meilleur bodybuilder ayant jamais existé. Il suscita l’intérêt de médias plus généralistes à la fin de juillet 2011 lorsque le Sydney Morning Herald publia un article à propos de l'arrestation de son frère, Saïd Shavershian, motivée par la possession illégale de stéroïdes anabolisants.
Le 5 août 2011, alors en vacances en Thaïlande, Aziz Shavershian meurt d'une crise cardiaque, à l'âge de 22 ans,.

## Biographie
Aziz Shavershian est né à Moscou, en Russie, cadet de sa famille d'origine Kurde, fils de Maiane Iboian (travaillant dans le milieu de la cardiologie) et de Sergueï Shavershian. Il a un frère aîné, Saïd Shavershian, plus connu sous le pseudonyme "Chestbrah",.
Au début des années 1990, Aziz et sa famille sont partis vivre en Australie. Il a grandi à Eastwood, en Nouvelle-Galles du Sud. Lui et son frère ont étudié au lycée catholique pour garçons, Marist College Eastwood, se situant dans la même ville,,. Avant sa mort en août 2011, il a obtenu un diplôme en affaires et commerce de l'université occidentale de Sydney,,, du Parramatta Campus et de l'ESDES Campus Lyon. Bien qu'il fût non pratiquant, il utilisait un chapelet ; son tombeau est orné d'une croix.

## Culturisme
Avant de devenir culturiste, Aziz avait été décrit comme un « gamin maigrichon, et ectomorphe ». Après avoir quitté le lycée, Aziz s'est inspiré de son frère qui s'était lancé dans le culturisme, a rejoint une salle de musculation locale, a commencé l'apprentissage de la nutrition et de la formation, et l'appliqua dans le but de devenir culturiste. Il y passait 3 à 4 heures par jour,. Ses culturistes préférés étaient notamment Arnold Schwarzenegger et Frank Zane.
Dans une interview délivrée au site de culturisme Simplyshredded.com, Aziz rappelle qu'il voulait à l'origine devenir un culturiste pour « impressionner les filles ». Près de quatre ans après avoir commencé le culturisme, Zyzz déclara :

« Je peux affirmer que ma motivation pour l'entraînement va bien au-delà de vouloir avoir une musculature impressionnante; c'est la sensation de pouvoir atteindre des objectifs et de les surpasser une fois dans la salle de gym. J'adore le sentiment que procure la dernière répétition, celle qui donne l'impression de se déchirer la peau en faisant des pompes, c'est quelque chose dont je ne peux pas me passer. »

Avant sa mort, Aziz était la tête d'affiche d'une vague de culturisme amateur en Australie, nommée "aesthetics" qui accrut encore sa popularité. Il créa son propre label de protéines, "Protein of the Gods", qui fut commercialisé dès juin 2011, ainsi qu'une marque de vêtements ; tandis que le 17 mai 2011 vit la publication du livre Zyzz's Bodybuilding Bible (litt. La Bible du culturisme de Zyzz), sur la base d'une compilation des connaissances de culturisme qu'il a acquises au cours de ses quatre années d'entraînement. Il affirma plus tard qu'Internet l'avait aidé à construire sa marque, et que la commercialisation de ses diverses créations avait été rendue possible en majeure partie grâce aux réseaux sociaux.

### Arrestation de son frère pour consommation illégale de stéroïdes
Le 14 juillet 2011, le frère de Zyzz, Saïd est arrêté pour possession de stéroïdes anabolisants. Il nie toutes les accusations qui lui sont faites, jusqu'à la mort d'Aziz, évènement à la suite duquel il a plaidé coupable,. Le Sydney Morning Herald avait fait une couverture sur l'arrestation de Saïd, et inclut une photo d'Aziz sur la couverture. Aziz s'était ouvertement opposé à l'utilisation de son image pour illustrer ce qui était essentiellement un article axé sur l'abus de stéroïdes anabolisants.
Interrogé par le Daily Telegraph, Aziz a nié avoir utilisé des stéroïdes, et a affirmé que sa musculature était le résultat d'une alimentation rigoureuse, et d'exercices intenses. Selon le Sydney Morning Herald, la société qui employait Aziz comme strip-teaser a affirmé qu'il était quelqu'un d'adorable, « mis à part les stéroïdes ». Aziz a par ailleurs souvent utilisé le mot « cycling », qui, selon le Daily Telegraph est de l'« argot de culturisme désignant l'utilisation d'un cycle de stéroïdes ».

## Mort et postérité
Le 5 août 2011, Aziz est victime d'une crise cardiaque dans un sauna, pendant ses vacances à Bangkok, en Thaïlande. Il a été emmené à l'hôpital le plus proche, où les médecins n'ont pas pu le réanimer,,. Sa famille et ses amis proches ont communiqué l'information sur Facebook. Sa mort a été confirmée le mardi 9 août 2011, par le ministère des Affaires étrangères et du Commerce (DFAT) d'Australie.
Une autopsie a révélé une malformation cardiaque congénitale non diagnostiquée auparavant. Sa famille a déclaré qu'il avait montré plusieurs symptômes mineurs dans les quelques mois qui ont précédé août, comprenant une hypertension artérielle et occasionnellement une vitesse anormalement haute des cycles de la respiration. Divers membres de sa famille avaient des antécédents cardiaques.
Selon le Sydney Morning Herald, la mort de Zyzz était le sixième terme lié à la mort les plus recherchés sur les moteurs de recherche en Australie, au cours de 2011, alors que les premières recherches n'ont eu lieu qu'en août,,. Avant sa mort, Aziz avait posté une vidéo de lui-même sur un réseau social, qui fit partie, après sa mort, des «Top News Videos of the Year» du site australien très fréquenté Nine News. De mai 2011 à mai 2012, les statistiques de Google Insight ont montré que le terme "Zyzz" a été plus recherché que le nom du premier ministre d'Australie qui exerçait dans cette période, Julia Gillard.
Au festival du Jour de l'An (Field Day) de 2012 à Sydney, des personnes, habillés en clones de Zyzz, ont défilé pour lui rendre hommage.
Saïd Shavershian publia un hommage vidéo de 19 minutes pour son frère Aziz, intitulé Zyzz - L'héritage (Zyzz - The legacy) sur la plateforme YouTube le 22 mars 2012. La vidéo prit rapidement la tête du classement "Top Tendance" du site web à partir de fin mars jusque début avril,.
La page fan Facebook d'Aziz Shavershian comptait 60 000 fans avant sa mort. En avril 2012, le Daily Telegraph fit remarquer que sa page fan avait actuellement 300 000 fans, soit une augmentation de 400 % du nombre de fans en moins d'un an, puis devint inactive quelques mois plus tard.
Selon un article d'opinion publié dans le Wentworth Courier, l'"Histoire de Zyzz" est l'article qui a été le plus lu sur une période d'une année, distançant d'autres articles populaires qui ont subi une forte baisse en termes de visites quelques mois après leur publication. Cet article apparaît d'ailleurs encore régulièrement dans la liste quotidienne des "articles les plus lus" du site web.

## Filmographie
| Année | Titre                       | Rôle  | Notes                      |
| ----- | --------------------------- | ----- | -------------------------- |
| 2010  | Underbelly: The Golden Mile | Extra | Épisode : The Kingdom Come |
| 2011  | The National Road Trip      | Zyzz  | Plusieurs épisodes         |